# Aïn Laloui
Aïn Laloui è un comune dell'Algeria, situato nella provincia di Bouira.